# Antonio Vallejo-Nájera
Antonio Vallejo-Nájera (* 20. Juli 1889 in Paredes de Nava; † 25. Februar 1960 in Madrid) war ein spanischer Arzt, Psychiater, Rassentheoretiker und Eugeniker, nach dem Bürgerkrieg in Spanien als „Spanischer Mengele“ bekannt.

## Leben
Vallejo-Nájera studierte an der Universität von Valladolid Medizin und erhielt dort seine Lizenz 1909 mit Auszeichnung. Während seines Studium arbeitete er als Studentische Hilfskraft in den Abteilungen für Histologie und Anatomie und zuletzt in der Nervenheilanstalt von Valladolid. Zwei Monate nach Abschluss seines Studiums trat er 1909 in das Militärgesundheitskorps der spanischen Armee ein, wo er mit seiner Arbeit zur Entlarvung von Simulanten begann, die er 1929 mit seiner Promotionsarbeit unter dem Titel „Síndromes mentales simulados“ (Simulierte Mentale Syndrome) abschloss. 1911 wurde ihm für seinen Einsatz bei der Typhusepidemie in Gijón die Goldmedaille des Roten Kreuzes verliehen.
Von 1912 bis 1915 nahm er an Feldzügen der spanischen Armee in Marokko teil, so beispielsweise bei der Einnahme von Larache 1912, wo er für seinen Einsatz anschließend eine Auszeichnung erhielt. Er war dort der Chef-Arzt im Hauptquartier des Generals Manuel Fernández Silvestre. Nach seiner Rückkehr nach Spanien 1915 verbrachte er einige Zeit in Barcelona bei seinem Onkel Martín Vallejo, der die Nervenheilanstalt Nueva Belén leitete. Diese Episode weckte sein Interesse an der Psychiatrie.
Während des Ersten Weltkriegs war er in Berlin bei der Militärdelegation der spanischen Botschaft und traf dort deutsche Psychiater wie Hans Walter Gruhle und Emil Kraepelin und hatte auch die Möglichkeit zahlreiche Internierungslager für Kriegsgefangene zu inspizieren, wofür er nach dem Krieg von Belgien und Frankreich ausgezeichnet wurde. Bei Ausbruch des spanischen Bürgerkriegs 1931 war er Dozent für Psychiatrie an der Militärakademie in Madrid. Er war stark von der Konstitutionstypologie von Ernst Kretschmer beeinflusst und entwickelte seine eigene Eugenik, genannt Eugamia, mit der er die deutsche Rassenhygiene mit der katholischen Morallehre in Einklang bringen wollte und den Einsatz biopsychologischer Diagnosen vor der Ehe favorisierte. Er glaubte durch die voreheliche Klassifizierung und Orientierung eine langsame und stetige Verbesserung des nationalen psychologischen Genotyps erreichen zu können.

## Bürgerkrieg und Repression
Während des Spanischen Bürgerkriegs war Vallejo-Nájera Leiter des psychiatrischen Dienstes in der Armee des General Franco. 1938 gründete der das Gabinete de Investigaciones Psicológicas dela Inspección de Campos de Concentración de Prisioneros de Guerra mit Sitz in Burgos beim spanischen Konzentrationslager San Pedro de Cardeña. Er forschte zu den biopsychischen Eigenschaften des Menschen und dem demokratisch-kommunistischen politischen Fanatismus und lieferte damit dem Franquismus den wissenschaftlichen Überbau für die Auslöschung politischer Gegner. Die Nachkommen der angeblich von Natur aus böswilligen und debilen Marxisten wurden sozial separiert und in Heimen unter falangistischer oder kirchlicher Leitung oder bei regimenahen Familien untergebracht. Nach dem Bürgerkrieg wurde er Professor für Psychiatrie an der Universität von Madrid.

## Werke
- Psicopatología de la Conducta Antisocial. Acción Española 1936, 83, 169–194
- Eugenesia de la Hispanidad y Regeneración de la Raza. Burgos: Editorial Española 1937.
- Biopsiquismo del Fanatismo Marxista. Revista Española de Medicina y Cirugía de Guerra, 1938 4, 267–277.